# Auerodendron northropianum
Auerodendron northropianum är en brakvedsväxtart som först beskrevs av Ignatz Urban, och fick sitt nu gällande namn av Ignatz Urban. Auerodendron northropianum ingår i släktet Auerodendron och familjen brakvedsväxter. Inga underarter finns listade i Catalogue of Life.